# Johann Martin Friedrich Nisle
Johann Martin Friedrich Nisle (* 18. Dezember 1780 in Neuwied; † 1873 während einer Reise, vermutlich in Neuwied) war ein deutscher Musiker, Hornist und Komponist.

## Leben
Johann Martin Friedrich Nisle (auch Jean oder Giovanni Nisle) stammte aus einer Musikerfamilie. Er wurde als jüngster Sohn des Hornisten Johannes Nisle (1735–1788) und dessen Ehefrau Juliane Margarethe (Juliana Margaretha) geb. Kauffmann (1741–1822) in Neuwied geboren. Die älteren Brüder Johann Wilhelm Friedrich (1768–1839) und Christian David (1772–?) waren beide angesehene Hornisten. Die zahlreichen Reisen und Ortswechsel, die seinen Lebensweg bestimmten, machen die Biographie des reisenden Hornvirtuosen Johann Martin Friedrich Nisle unübersichtlich; auch sind noch nicht alle Stationen seines Lebenswegs eindeutig nachgewiesen.
Wie seine Brüder kam er früh zur Musik; wie diese wurde er vom Vater auf dem Waldhorn unterrichtet. Bereits 1787/88 trat er zusammen mit dem Vater und seinen Brüdern bei öffentlichen Konzerten in Potsdam und Berlin auf. Nach dem Tod des Vaters lebt er bei der Mutter in Meiningen; ab 1794 setzte er seine Schulausbildung am Berleburger Hof fort, wo seine Brüder angestellt waren; 1798/99 kehrte er nach Meiningen zurück und nahm Klavier- und Kompositionsunterricht bei Heinrich Christoph Koch in Rudolstadt. 1800 immatrikulierte er sich an der Universität Rostock. Zwischen 1801 und 1805 erschienen erste eigene Kompositionen bei Werkmeister in Oranienburg und bei Schlesinger in Berlin. 1803 heiratete er in Berlin Wilhelmine Louise geb. Strohmer, verw. Hahn; 1804 wurde ein gemeinsamer Sohn geboren. Doch schon 1805 sollte die Ehe wegen Verlassens von Frau und Sohn wieder aufgelöst werden.
1805/06 reiste Johann Martin Friedrich zusammen mit dem Bruder Christian David nach Dresden, Prag und Wien, wo er Carl Maria von Weber, Joseph Haydn und Ludwig van Beethoven kennenlernte. Gefördert durch Fürst Esterházy halten sich die Brüder von 1806 bis 1809 in Wien, im Burgenland und vor allem in Ungarn auf. 1809 reisen sie dann über Triest nach Italien. Etwa 1810 treffen sie in Catania auf Sizilien ein, wo sich Johann Martin Friedrich fünf oder sechs Jahre lang als Musiklehrer und Komponist durchschlägt. (Der Lebensweg von Christian David Nisle liegt ab dieser Zeit im Ungewissen.) 1816 reist er nach Neapel, wo er sich wieder als Musiklehrer verdingt und Bekanntschaft mit wichtigen in Neapel wirkenden Musikern schließt, unter diesen Gioachino Rossini und Saverio Mercadante. 1820 schwer erkrankt macht er sich über die Schweiz auf den Heimweg nach Deutschland.
Von 1821 bis 1824 arbeitete Johann Martin Friedrich als Bratscher der Württembergische Hofkapelle, 1824/25 war er Musikdirektor im schweizerischen Hofwil (Hofwyl), 1825 Musikdirektor in Basel. Die Jahre zwischen 1825 und 1829 sind nicht nachgewiesen. 1829 lebte er in Berlin, von wo aus er sich 1830 wieder auf Reisen begab. Über Koblenz und Trier kam er nach Paris, wo er die Bekanntschaft Luigi Cherubinis machte; anschließend lebte er bis 1833 in Trier. (Während dieser Zeit erschienen einige seiner Kompositionen bei Simrock in Bonn.) Anschließend ging er über Bonn, Düsseldorf und Berleburg wieder nach Berlin. 1835 zog er ins schlesische Bunzlau (heute Bolesławiec). 1836 reiste er nach Breslau, Leipzig, Frankfurt am Main, Paris, in die Niederlande und nach England. (1837 erschienen seine 6 Duos für Horn (oder Violoncello) und Klavier op. 51 bei Novello in London.) 1837 kehrte er nach Deutschland zurück und ließ sich erst in Meiningen, dann 1838 in Riesenburg in Westpreußen (heute Prabuty) nieder. Zwischen 1838 und 1846 hat Nisle vermutlich drei Jahre lang Musik in Münster gelehrt. 1846 ging er ins westpreußische Elbing (heute Elbląg), wo er bis 1861 als Musiklehrer und Komponist wirkte. Weitere Aufenthaltsorte sind nicht bekannt. 1873 trat Johann Martin Friedrich Nisle wieder eine Reise nach Paris an; unterwegs verliert sich in Neuwied seine Lebensspur.
Hr. J. Nisle, geb. in Neuwied etwa 1782 bis 1785, machte mit seinem reiselustigen Vater, einem berühmten Hornisten, in seiner frühesten Jugend mehre Kunstreisen u. gefiel als Hornist einem Türk u. Reichardt. (Daniel Gottlob Türk und Johann Friedrich Reichardt) Bei Koch (Heinrich Christoph Koch) bildete er sich zur Composition, hörte dann einige ihm dienliche Collegien in Rostock u. gab Lieder, Hornduetten, Trio’s u. Sonaten heraus, die damals geschätzt u. meist Dilettanten empfohlen wurden. Seine Reiselust trieb ihn nach Süden. In Wien wurde Einiges bei Steiner (Sigmund Anton Steiner) von ihm gestochen. Von Wien ging er nach Ungarn, wo eine Oper von ihm mit Beifall gegeben wurde, durch Slavonien nach Triest, durch Italien nach Sicilien, wo er mehre Jahre in Catania lebte, unterrichtete u. componirte, auch eine musikal. Gesellschaft stiftete. In Neapel wurde er krank u. kehrte nach seinem Vaterlande zurück, wo er sich durch lange Abwesenheit entfremdet hatte. In der Schweiz hielt er sich ein Jahr als Musikdir. auf, reiste dann an den Rhein u. nach Paris, kam wieder nach Teutschland u. ist jetzt auf dem Wege nach London. Er gehört also zu den reisenden Musikern, ohne Virtuos zu sein; denn das Horn liess er später ruhen. Als Comp. verspricht er uns sein Bestes noch zu geben.

## Werk

### Kompositionen
Johann Martin Friedrich Nisle hinterließ ein ansehnliches Œuvre an musikalischen Kompositionen aus zahlreichen Gattungen. Er schuf Werke für Orchester, Kammermusik unterschiedlichster Besetzung, Klavierstücke, Chorwerke und Lieder. (Die Opuszahlen reichen – mit Lücken – von 1 bis 105.) Sein eigenes Instrument, das Waldhorn, ist in etlichen kammermusikalischen Werken virtuos bedacht.
Der Musikverlag Dohr betreibt seit einigen Jahren eine Gesamtausgabe der musikalischen Kompositionen Nisles; als Herausgeber sind die Musikwissenschaftler Christoph Dohr, Guido Johannes Joerg und Christian Vitalis beteiligt.

### Schriften
Nisles Reiseberichte der Jahre 1806 bis 1820, seine Erinnerungen aus Wien, Ungarn, Sicilien und Italien, wurden 1829 in Fortsetzungen in der Berliner Allgemeinen Musikzeitung veröffentlicht.